# Little Dorrit (film 1988)
Little Dorrit è un film del 1988, scritto e diretto da Christine Edzard. 
Il film è l'adattamento cinematografico del romanzo La piccola Dorrit di Charles Dickens, già trasposto sul grande schermo nel 1913, nel 1920 e nel 1934.

## Produzione
Il film fu prodotto dalla Sands Films.

## Distribuzione
Distribuito dalla Cannon Film Distributors, il film uscì nelle sale cinematografiche USA il 21 ottobre 1988. In precedenza, era stato presentato in prima al New York New Directors and New Films Festival il 26 marzo e al Toronto International Film Festival l'11 settembre 1988.

## Riconoscimenti
- 1989 - Premio Oscar
  - Candidatura per la miglior sceneggiatura non originale per Christine Edzard
  - Candidatura per il miglior attore non protagonista per Alec Guinness
- 1988 - BAFTA
  - Candidatura per la migliore sceneggiatura non originale per Little Dorrit
  - Candidatura per i migliori costumi a Joyce Carter, Danielle Garderes, Claude Gastine, Judith Loom, Sally Neale, Jackie Smith, Barbara Sonnex